# Єфремов Борис Федорович
Бори́с Фе́дорович Єфре́мов (*3 червня 1899, Катеринослав — †після 10 травня 1967) — військовий і громадський діяч, член Орденської ради ордена Залізного хреста Армії УНР; поручник Армії УНР.
Нагороджений Хрестом Симона Петлюри та Воєнним хрестом.

## Біографія
Народився в сім'ї Федора Олександровича та Антоніни Олександрівни.
Закінчив повний курс 2-ї класичної гімназії (Катеринослав, жовтень 1910 — 31 березня 1918).
З 1918 року по листопад 1919-го навчався на природничому відділі фізико-математичного факультету Київського університету Св. Володимира.
У листопаді 1919 року пішов козаком до Армії УНР.
Закінчив відділ кінноти СЮШ в ранзі поручника.
Дістав поранення в ліву ногу.
Учасник Першого зимового походу.
Лицар ордена Залізного хреста (1920).
Разом із 2-ю Волинською дивізією інтернований поляками до таборів Вадовиці (25 грудня 1920) та Каліш (табір № 10, 28 січня 1921 — принаймні до 14 червня 1924), де закінчив «курси сотенних командирів кінноти».
Згідно з метричною книжкою про шлюб Свято-Покровської церкви при Генштабі Армії УНР (1923), 18 липня 1923 р. взяв перший шлюб із громадянкою УНР 18-річною Марією Генріхівною Танською, власницею маєтку «Соснова» (Проскурівський повіт). Вінчав пару протопресвітер Військ УНР митрофорний протоієрей Павло Пащевський. Поручителями стали: «по молодому» генерал-хорунжий Володимир Шепель і підполковник Андрій Іванович Чистосердов, «по молодій» — полковник Павло Вержбицький і сотник Іван Орел-Орленко.
Нагороджений Хрестом Симона Петлюри.